# Ухтома (приток Нерли)
Ухтома — река в России, протекает по Ивановской области. Устье реки находится в 148 км по левому берегу реки Нерль. Исток реки — в лесах Ярославской области на границе с Ильинским районом Ивановской области. Длина реки составляет 71 км, площадь водосборного бассейна — 1220 км².

## Притоки
(км от устья)
- река Иволга (правый)
- река Жонилка (правый)
- 17 км: река Кушка (левый)
- 21 км: река Сахта (правый)
- 32 км: река Сухода (левый)
- 45 км: река Даниловка (Кичма) (правый)
- 46 км: река Ярцевка (левый)

## Данные водного реестра
По данным государственного водного реестра России относится к Окскому бассейновому округу, водохозяйственный участок реки — Нерль от истока и до устья, речной подбассейн реки — бассейны притоков Оки от Мокши до впадения в Волгу. Речной бассейн реки — Ока.
Код объекта в государственном водном реестре — 09010300812110000032418.